# Asplenium carruthersii
Asplenium carruthersii är en svartbräkenväxtart som beskrevs av Bak. Asplenium carruthersii ingår i släktet Asplenium och familjen Aspleniaceae. Inga underarter finns listade.